# Cultura de Dinamarca
La cultura de Dinamarca posee un rico patrimonio intelectual y artístico, que ha trascendido más allá de sus fronteras. Así, por ejemplo, en literatura, Hans Christian Andersen (1805–1875) se ha convertido, a escala mundial, en uno de los escritores infantiles más populares e influyentes de todos los tiempos, mientras que en filosofía Søren Kierkegaard (1813–1855) es considerado uno de los precursores del Existencialismo, al que se adelantó en un siglo.
En el terreno musical, el principal compositor danés de música clásica es Carl Nielsen (1865-1931), más conocido en el extranjero por sus seis sinfonías, pero cuyas melodías para canciones populares son todavía muy estimadas entre los daneses. Lars Ulrich, el baterista de la banda Metallica, nacido en 1963, es el primer danés que ha entrado en el Salón de la Fama del Rock and Roll.
El cine danés conoció un temprano desarrollo, dando lugar a uno de los mayores directores del panorama europeo, como es Carl Theodor Dreyer (1889-1968). A finales del siglo XX, tras décadas de decadencia, el cine danés volvió a suscitar el interés del público y la crítica internacionales, con figuras como la del director Lars Von Trier, nacido en 1956, y el movimiento Dogma 95. En el terreno científico, Dinamarca se incorporó muy pronto a la Revolución científica de la Edad Moderna, con figuras como la del astrónomo Tycho Brahe (1546–1601). Ya en el siglo XX, Niels Bohr (1885–1962) contribuyó al desarrollo de la Física atómica, mientras que la física Lene Vestergaard Hau, nacida en 1959, hizo lo propio con la Mecánica cuántica.
En total, cuatro daneses han ganado el Premio Nobel de Física: Niels Bohr (1885-1962) lo ganó en 1922; su hijo Aage Bohr (1922-2009), en 1975; y en ese mismo año, también Ben Roy Mottelson, nacido en 1926. Por su parte, August Krogh (1874-1949) recibió el Premio Nobel de Fisiología y Medicina en 1920. El Premio Nobel de Literatura lo han recibido tres escritores daneses: en 1917, el dramaturgo y novelista Karl Adolph Gjellerup (1857-1919) y el novelista y cuentista Henrik Pontoppidan; en 1944, el novelista, ensayista y poeta Johannes Vilhelm Jensen (1873-1950).
Dinamarca es, además, uno de los cuatro países europeos, junto con Italia, Francia y España, que más veces ha recibido el Óscar a la mejor película internacional: en 1987, por El festín de Babette; en 1988, por Pelle el Conquistador; en 2010, por En un mundo mejor; y en 2020, por Otra ronda.
En la actualidad, el país alberga siete lugares declarados Patrimonio de la Humanidad por la Unesco. Cinco son de carácter cultural: las dos estelas rúnicas de Jelling; la Catedral de Roskilde, primera catedral gótica de Escandinavia; el Palacio de Kronborg, de los siglos XVI-XVIII; la colonia de morava de Christiansfeld, fundada en 1773; y el paisaje cinegético de montería de Selandia Septentrional. Los otros dos sitios son de carácter natural: el Acantilado de Stevns y el Mar de Frisia, la llanura de marea más extensa del mundo, que se extiende también por Alemania y los Países Bajos.
Copenhague, la capital, alberga numerosos monumentos y atracciones, entre los cuales destacan los Jardines de Tívoli, Amalienborg (sede de la monarquía danesa),  el palacio de Christiansborg, la Catedral de Copenhague, el castillo de Rosenborg, la Casa de la Ópera, la Iglesia de mármol de Federico, el Museo Thorvaldsen, Rundetårn, Nyhavn y la escultura de La Sirenita.
En el terreno de los estudios superiores, la Universidad de Copenhague, fundada en 1479 por Cristian I, con una bula papal de Sixto IV, es la más antigua del país y la segunda más antigua de Escandinavia después de la de Upsala.

## Gastronomía

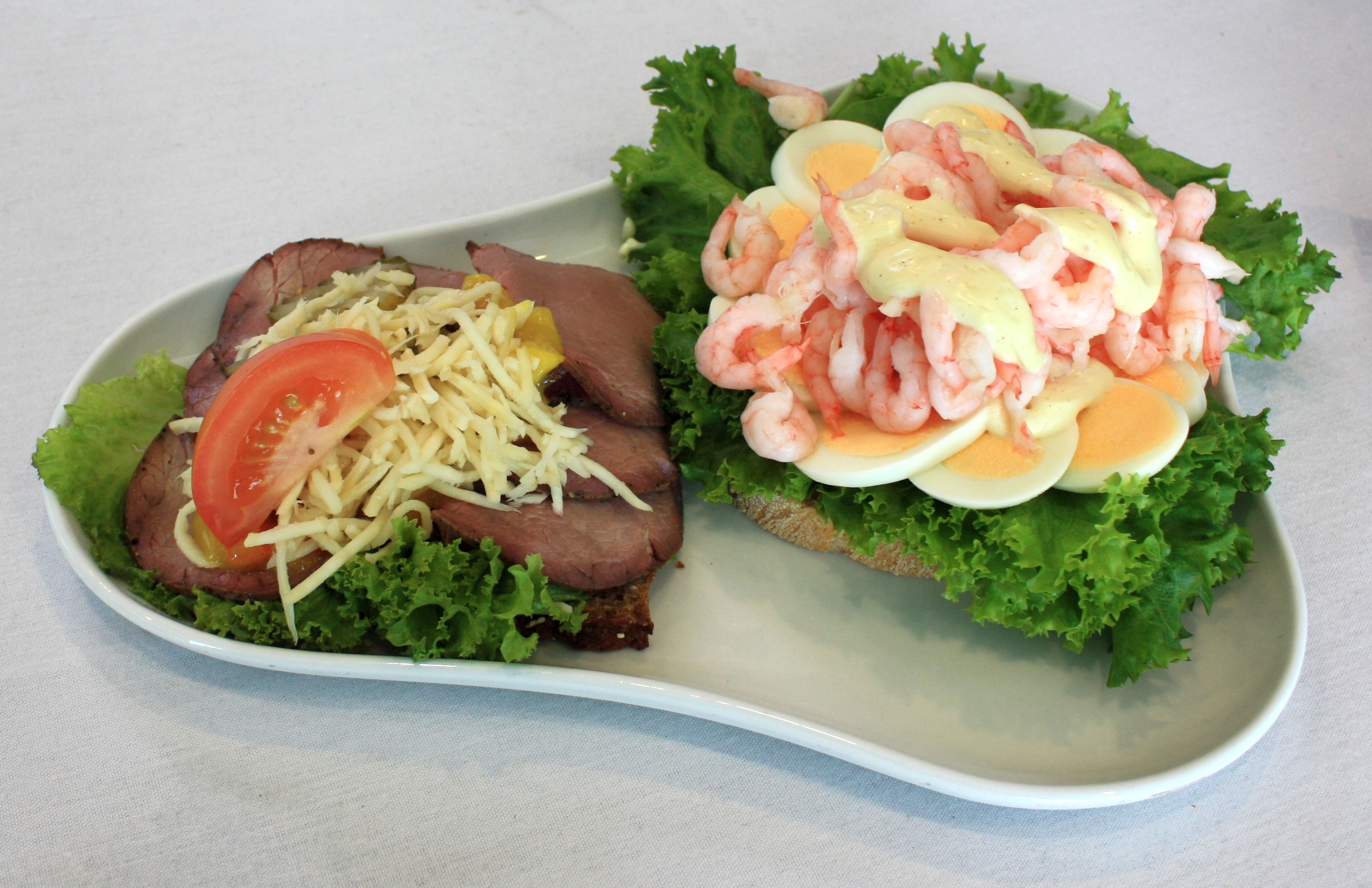
Smørrebrød. A la izquierda, rosbif con remoulade, rábano picante rallado y tomate sobre pan danés de centeno; a la derecha, huevo, gambas, limón y mahonesa sobre pan blanco.

Quizás el plato más característico de la gastronomía danesa sea el smørrebrød, que consiste en unas tostas, normalmente cortadas en rodajas finas de rugbrød, es decir, de pan de centeno danés. La comida suele empezar con pescado, como arenques marinados, filetes de anguila ahumada, cangrejo o solla empanizada con remoulade; y prosigue con rebanadas de cerdo asado o carne de res, frikadeller (es decir, albóndigas), jamón y paté de hígado de cerdo. Las tostas se sirven con ricas guarniciones de aros de cebolla, rodajas de rábano, pepinos, rodajas de tomate, perejil, remoulade o mayonesa. El platillo se suele acompañar de cerveza y, a veces, de chupitos o aquavit.
Por las noches suelen servirse comidas calientes. Entre los platos tradicionales, destacan el pescado frito, el cerdo asado con repollo rojo, el pollo asado a la olla, la carne asada a la olla y cocinada a fuego lento, las albóndigas o las chuletas de cerdo. La carne de presa se cocina algunas veces, sobre todo en otoño. Por el contrario, los filetes o bistecs, si bien cada vez son más populares, no son típicos de la cocina danesa y suponen una importación extranjera.
Un postre típico de la gastronomía danesa, sobre todo en Navidad, es el æbleskiver, una especie de pequeñas rosquillas de panqueque, que se fríen en mantequilla en una sartén especial y se sirven calientes con mermelada y azúcar. Tradicionalmente, se hacían con pequeños trozos de manzana en el centro, por lo que se les llama æbleskiver, lo que literalmente significa "rodajas de manzana".
En los últimos años se ha desarrollado la Nueva gastronomía danesa, dentro del contexto de la Nueva gastronomía nórdica, basada en el redescubrimiento de ingredientes locales, presentados con nuevas recetas, lo cual ha llevado a la aparición de nuevos restaurantes por todo el país, muy alabados por la crítica especializada y algunos de ellos condecorados por la Guía Michelin.

## Folklore

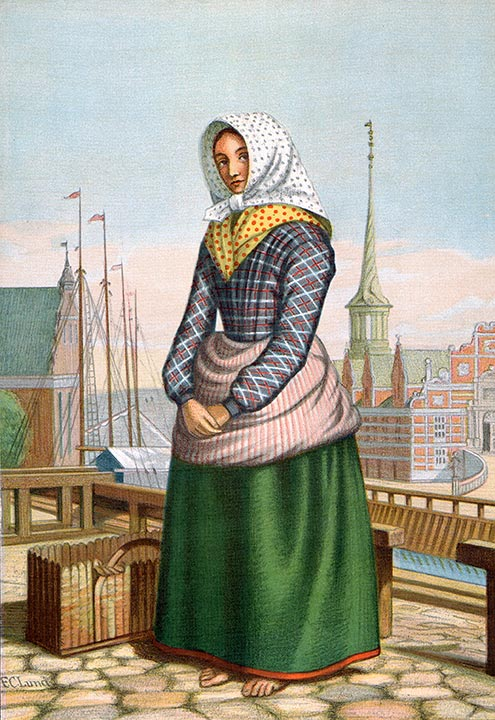
Frederik Christian Lund: Muchacha de Skovshoved

El folklore danés se compone de cuentos populares, leyendas, canciones, música tradicional, danza folklórica, creencias populares y tradiciones, transmitidas de manera oral, de generación en generación. Al igual que en sus países vecinos, el interés por el folklore aumentó con el desarrollo del sentimiento nacional, en la segunda mitad del siglo XIX. Los investigadores viajaban a lo largo y ancho del país, recopilando cuentos, canciones y refranes y describiendo los trajes típicos de cada región. A principios del siglo XX, varios grupos empezaron a revivir la música, las danzas y los trajes de generaciones anteriores. En este contexto, en 1901, se fundó en Copenhague la Sociedad para la Promoción de la Danza Folklórica Danesa (Foreningen til Folkedansens Fremme) con el objetivo de dirigir a las distintas asociaciones de danza locales del país. Hoy en día hay más de 12 000 bailarines folklóricos, distribuidos en 219 asociaciones locales, que ofrecen cursos de música, baile y costura.
Los trajes tradicionales daneses varían de unas regiones a otras y se retrotraen a un período comprendido entre 1750 y 1900, cuando las ropas se tejían en casa, hilando con lana o lino. En las comunidades rurales, la elaboración de prendas de vestir, tanto para los miembros de la familia, como para la servidumbre, formaba parte del quehacer cotidiano. El artista Frederik Christian Lund, que había viajado por toda Dinamarca como soldado durante la primera guerra de Schleswig, se interesó por hacer bosquejos de gentes del pueblo, vestidas con sus trajes típicos. En 1864, completó una colección de 31 bocetos a color, que publicó como litografías en color bajo el título Danske Nationaldragter (Trajes Nacionales Daneses).
Los cuentos populares daneses suelen estar poblados por criaturas míticas, tales como trols, elfos, goblins y ánimas, así como figuras de la Mitología nórdica, como gigantes y lygtemænd. El nisse es una figura legendaria del folklore danés particularmente bien conocida, que parece remontarse a los tiempos precristianos, cuando se creía en dioses del hogar. Tradicionalmente, cada granja tenía su propio nisse, que vivía en el desván o en el establo. Vestido de gris, con un sombrero puntiagudo de color rojo, no medía más que un niño de diez años. El nisse ayudaba a la familia si se le trataba bien -por ejemplo, si se le ofrecía por la noche un cuenco de gachas con un puñado de mantequilla-, pero, en caso de que no se le tratase bien, podía ser dañino y causar trastornos.

## Principales festividades

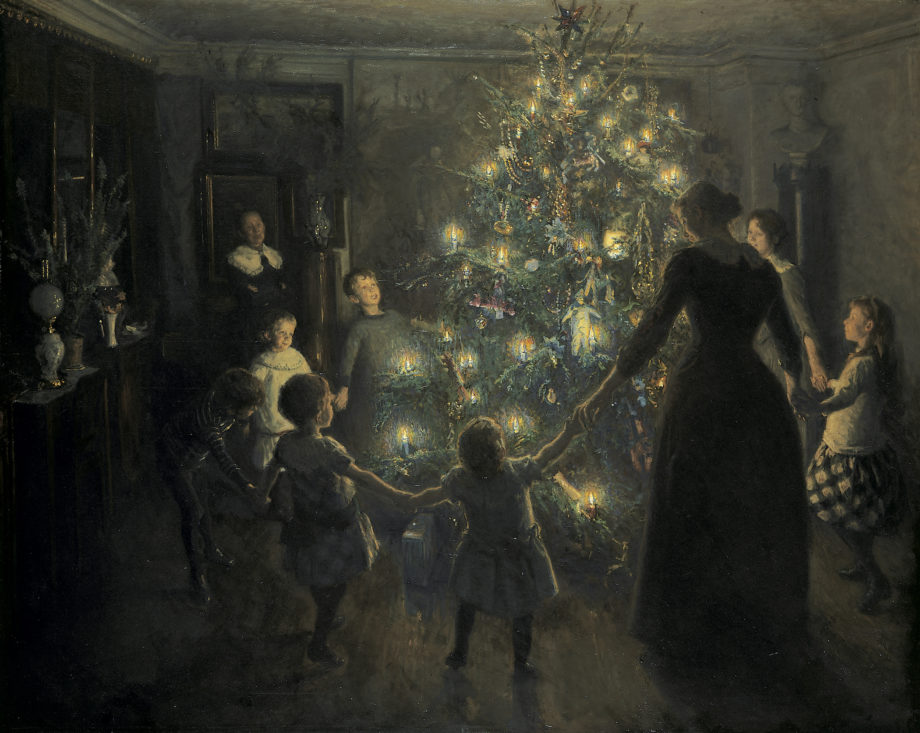
Viggo Johansen: Feliz Navidad (1891)

En danés las vacaciones de Navidad se conocen con el término Jul, que deriva del nórdico antiguo jól, es decir, solsticio de invierno.
Las celebraciones del solsticio de invierno eran muy importantes en la cultura escandinava desde la Prehistoria y el término jul sobrevivió a la cristianización de estas tierras y siguió utilizándose para referirse a las fiestas de Navidad. En muchos países cristianos, la Navidad se celebra el 25 de diciembre, pero en Dinamarca, así como en otros países escandinavos, el día más importante es la víspera, el 24, momento que suelen aprovechar las familias para reunirse.
Juleaften, la palabra danesa para Nochebuena) comienza hacia las seis de la tarde, con una cena tradicional (Julemiddag). A continuación, se encienden las velas del árbol de Navidad y la familia baila en torno a él, cantando villancicos e intercambiándose regalos.
Y si la celebración del solsticio de invierno tiene raíces paganas, también las tiene la celebración, durante el verano, de la Noche de San Juan, con la que se celebra la llegada del solsticio de verano en el hemisferio norte, cuyo rito principal consiste en encender una hoguera sobre lagos o en plazas de las poblaciones, en donde se reúnen familiares, amigos y vecinos. La finalidad de este rito era "dar más fuerza al sol", que a partir de esos días, iba haciéndose más "débil" —los días se van haciendo más cortos hasta el solsticio de invierno—. Simbólicamente el fuego también tiene una función "purificadora" en las personas que lo contemplaban. Es costumbre danesa colocar una muñeca encima de la hoguera, que representa a una bruja. 

## El país más feliz del mundo y elHygge
El Informe Mundial de la Felicidad lleva publicándose desde 2012. Desde entonces, Dinamarca se ha encaramado al primer puesto de la lista en tres ocasiones: en 2012, en 2013 y en 2016. En 2022, se ha situado en el segundo lugar.
A partir de finales del siglo XX, los daneses han puesto de moda, tanto dentro como fuera de sus fronteras, la palabra hygge, que también existe en noruego, aunque es especialmente característica de la cultura danesa. Se trata de un término difícil de traducir a otros idiomas, que podría recoge a la vez la idea de acogedor y cómodo. Podría definirse como la sensación de bienestar más intensa, el sentirse en paz con su entorno más cercano y sentir el calor y el placer de disfrutar de un lugar con encanto.

## Igualitarismo
Las diferencias sociales están menos marcadas en Dinamarca que en muchos otros países. El igualitarismo es, en efecto, un pilar de las sociedades escandinavas en general y de la sociedad danesa en particular, muy dominada por la llamada Janteloven o Ley de Jante, una suerte de ley no escrita, de acuerdo con la cual ningún ciudadano debe sobresalir ni sentirse superior a sus conciudadanos. Prueba de ello es que, a diferencia de lo que sucede en muchas otras sociedades, es muy poco frecuente dirigirse a las personas con otro apelativo que no sea su nombre de pila, en prácticamente cualquier circunstancia, sin recurrir a los títulos o cargos que la persona puede tener. Asimismo, esto se traduce en que la manera de vestirse es muy homogénea, y también el tipo de automóviles o electrodomésticos que las personas compran. El fenómeno no sólo se circunscribe al campo y las poblaciones pequeñas, sino también a ciudades mayores y a la capital. Se ha sugerido que este igualitarismo está en el origen de la supuesta felicidad de la sociedad danesa, pero también puede ser la causa de las elevadas tasas de suicidio en las décadas de 1970 y 1980.

## Homosexualidad
La homosexualidad en Dinamarca es un hecho aceptado y normalizado. Dinamarca posee una legislación a favor de la no discriminación de las personas homosexuales. Además ha sido pionera y referente en la aplicación de estas políticas antidiscriminatorias. Todos los partidos daneses defienden la igualdad de gays, lesbianas, bisexuales y transexuales.
Dinamarca fue, en 1989 el primer país del mundo en legislar una ley de uniones civiles, está ley fue aprobada por todos los partidos de la cámara danesa. En marzo de 2009 el Parlamento de Dinamarca aprobó la adopción de niños por parejas del mismo sexo.
Una encuesta realizada en 2006 por el eurobarómetro reveló que el apoyo de la población al matrimonio entre personas del mismo sexo se situaba en el 69%. Apoyo que sólo se superaba en los Países Bajos y Suecia con un 82% y un 71% respectivamente.
En Dinamarca existen gran cantidad de servicios y negocios orientados a la comunidad gay, sobre todo en la capital, Copenhague, donde cada marzo se lleva a cabo la manifestación del Día del Orgullo Gay que atrae turistas homosexuales de todo el mundo.
El 7 de junio de 2012, el Parlamento aprobó una ley que reconoce el matrimonio entre personas del mismo sexo, tanto civil como de la Iglesia de Dinamarca.

## Jóvenes
A los 18 años de edad un joven danés es considerado mayor de edad. A esa edad la función de los padres consiste en aconsejarlos y apoyarlos. Abandonan la casa alrededor de los 20 años, cuando entran a la universidad. Al abandonar la casa familiar, son responsables de mantenerse económicamente con el salario mensual que el gobierno da a los estudiantes o con un trabajo. Es raro que los padres les den dinero a los hijos si tienen la posibilidad de ganarlo por sí mismos, ya que lo consideran como parte de ser independientes. La educación que reciben en la casa por los padres es una educación tradicional, pero democrática, con principios muy fijos. A la vez, la educación pone mucho énfasis en la libertad bajo responsabilidad. Hay mucha confianza entre los padres y los hijos. La gran independencia y responsabilidad de los jóvenes tal vez es la razón por la cual muchos los consideran como maduros en su mentalidad.
Los jóvenes daneses son más privilegiados que en otros países industrializados, ya que el Estado danés ofrece mucha ayuda económica a los que estudian o tienen necesidad. Las 5000 coronas danesas, equivalentes a 675 euros al mes, son suficientes para mantenerse en Dinamarca sin un trabajo. Sin embargo, la mayoría de los jóvenes prefiere tener un trabajo aparte de los estudios, por lo cual tienen la posibilidad de tomarse algunos caprichos como salir de viaje, hacer compras y salir a tomar café con los amigos. Muchos refieren a esta generación privilegiada como "la generación del café latte" por las frecuentes visitas a los cafés.

## Bicicleta

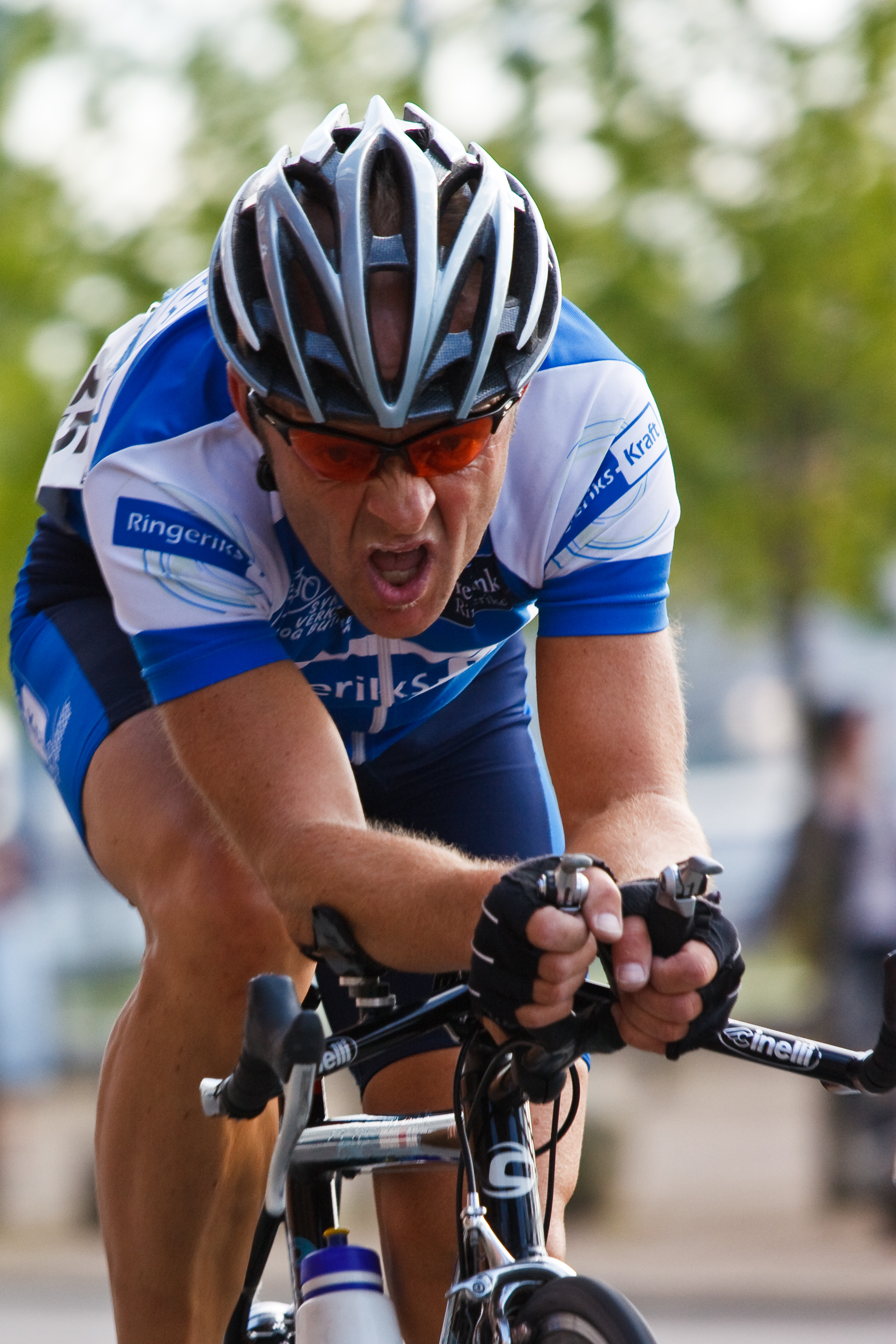
Carril ciclista en los World Outgames de Copenhague

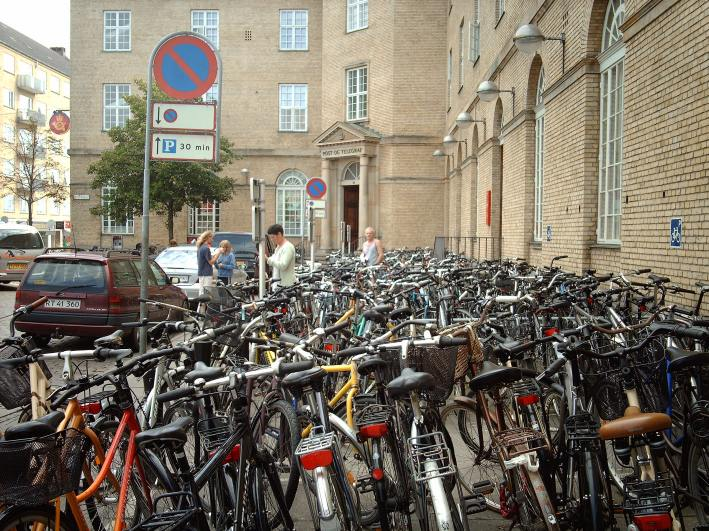
Bicicletas estacionadas en el centro de Aarhus

La bicicleta se considera el principal medio de transporte de Dinamarca, sobre todo a escala local. Las calles de las ciudades y pueblos daneses están dotados de numerosos carriles ciclistas, por lo que resulta un sistema barato, limpio y práctico para desplazarse, evitando así los atascos en las ciudades grandes, además de los elevados impuestos a los transportes automotores.
Copenhague es una ciudad especialmente adaptada a los ciclistas, Cada día 1.3 millones de kilómetros se recorren en bicicleta en la ciudad, y el 36% de sus ciudadanos acudía en bicicleta a sus puestos de trabajo o a las escuelas, institutos y universidades, una cifra que el gobierno municipal se proponía aumentar gradualmente hasta alcanzar el 50%. Entre el 7 y el 18 de diciembre de 2009 se celebró en la capital danesa la Conferencia sobre el Cambio Climático de la ONU 2009(COP15). Odense, la tercera mayor ciudad del país, fue bautizada como la "ciudad ciclista del año" por su gran número de ciclopistas.
Durante los meses de verano, hay un servicio gratuito de biclicletas, estacionadas en distintos puntos del centro de Copenhague, Aarhus y Aalborg, con el objetivo de que los ciudadanos tomen una bicicleta de uno de esos lugares, la monten hasta el siguiente punto y la deje allí para que la tome otra persona.
Además, fuera de las ciudades, hay 11 rutas ciclistas de larga distancia por todo el país, que cubren más de 4000 km.

## Política Cultural
El Ministerio de Asuntos Culturales se creó en 1961. El concepto de “cultura” incluye generalmente tanto la cultura amateur como la profesional, los medios de comunicación, deportes y actividades de tiempo libre. La política cultural danesa se caracteriza por descentralizar los fondos, programas e instituciones.
El Ministerio de Asuntos Culturales incluye dentro de sus responsabilidades las relaciones culturales internacionales; el entrenamiento de bibliotecarios y arquitectos; la legislación sobre los derechos de autor; subsidios a archivos, bibliotecas, museos, literatura, música, artes y oficios, teatros y producciones cinematográficas. Entre 1970 y 1980, el ministerio reconoció que los movimientos de protesta y las manifestaciones callejeras eran también actividades culturales ya que los cambios sociales se veían como una meta importante en la política cultural danesa. El gobierno actual se muestra mucho más moderado ante este tipo de calificación. Las emisoras de radio y televisión están también bajo la supervisión del ministro de Cultura.
Las contribuciones gubernamentales a la cultura se han incrementado de forma considerable en los últimos años, pero el actual gobierno, decidido a reducir el gasto público, piensa estabilizar las inversiones futuras. Los gobiernos municipales y provinciales asumen una parte importante del coste de las actividades culturales en sus respectivos distritos. En 1996, los gastos totales en cultura fueron el 1,0% del total del presupuesto. La mayoría de los gastos fueron destinados a bibliotecas y archivos, teatros, museos, arte y oficios y películas.